# Granicznik (Donimierz)
Granicznik – część wsi Donimierz w Polsce, położona w województwie pomorskim, w powiecie wejherowskim, w gminie Szemud.
W latach 1975–1998 Granicznik administracyjnie należał do województwa gdańskiego.